# Palais des sports du quai de l'Adour
Pour les articles homonymes, voir Palais des sports.
Le palais des sports du quai de l’Adour est la principale salle de sports de la ville de Tarbes.
Elle est particulièrement dédiée au Tarbes Gespe Bigorre, le grand club de basket-ball de la ville, dont l’équipe féminine évolue en Ligue féminine de basket et dispute les coupes d’Europe (actuellement l’EuroLeague), mais accueille aussi des rencontres de l’Union Tarbes-Lourdes Pyrénées Basket qui évolue en 2015-2016 en Nationale Masculine 1.

## Galerie photos

Sélection de vues de la salle.
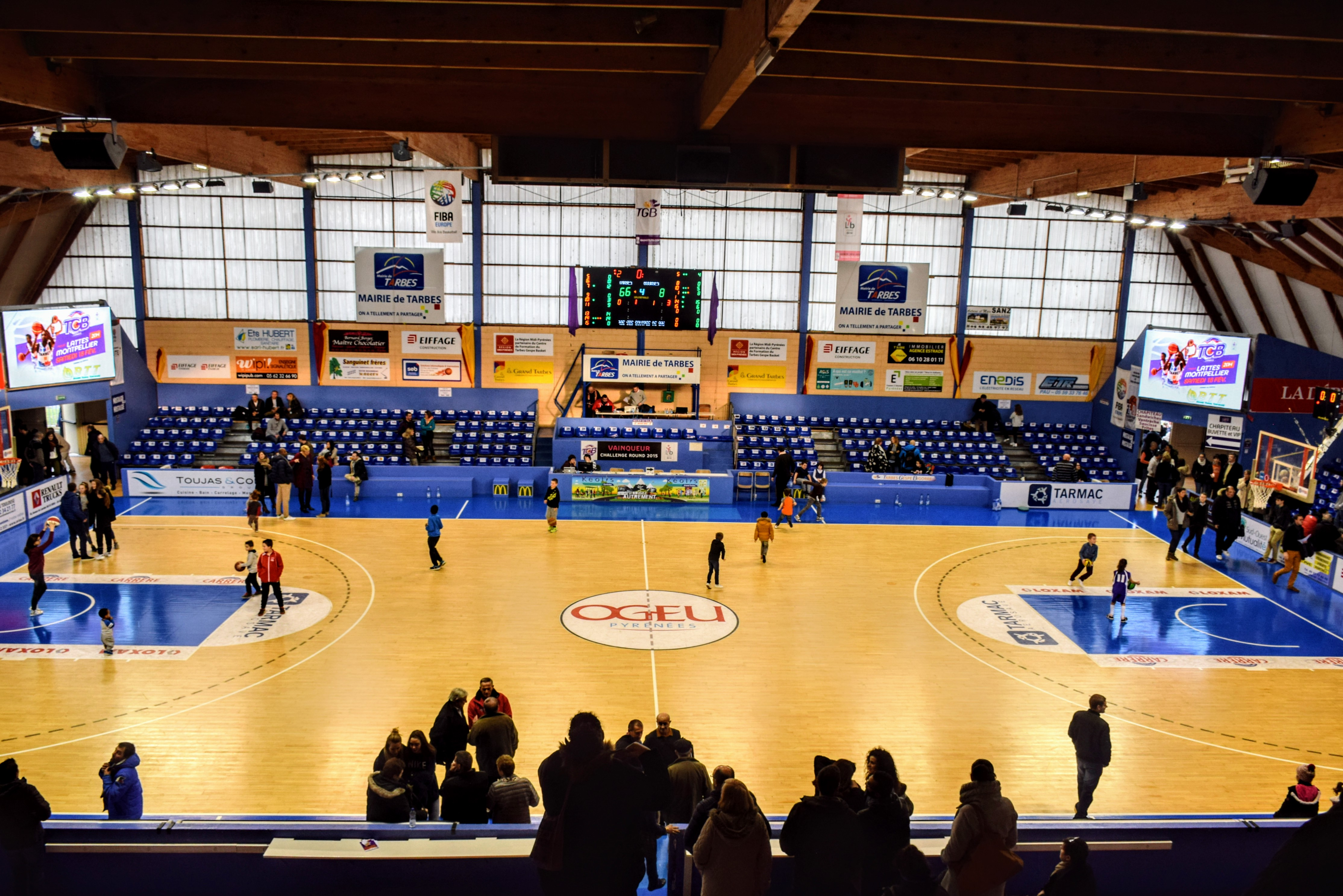
Vue intérieure lors du match entre le Tarbes GB et Bourges en février 2017.
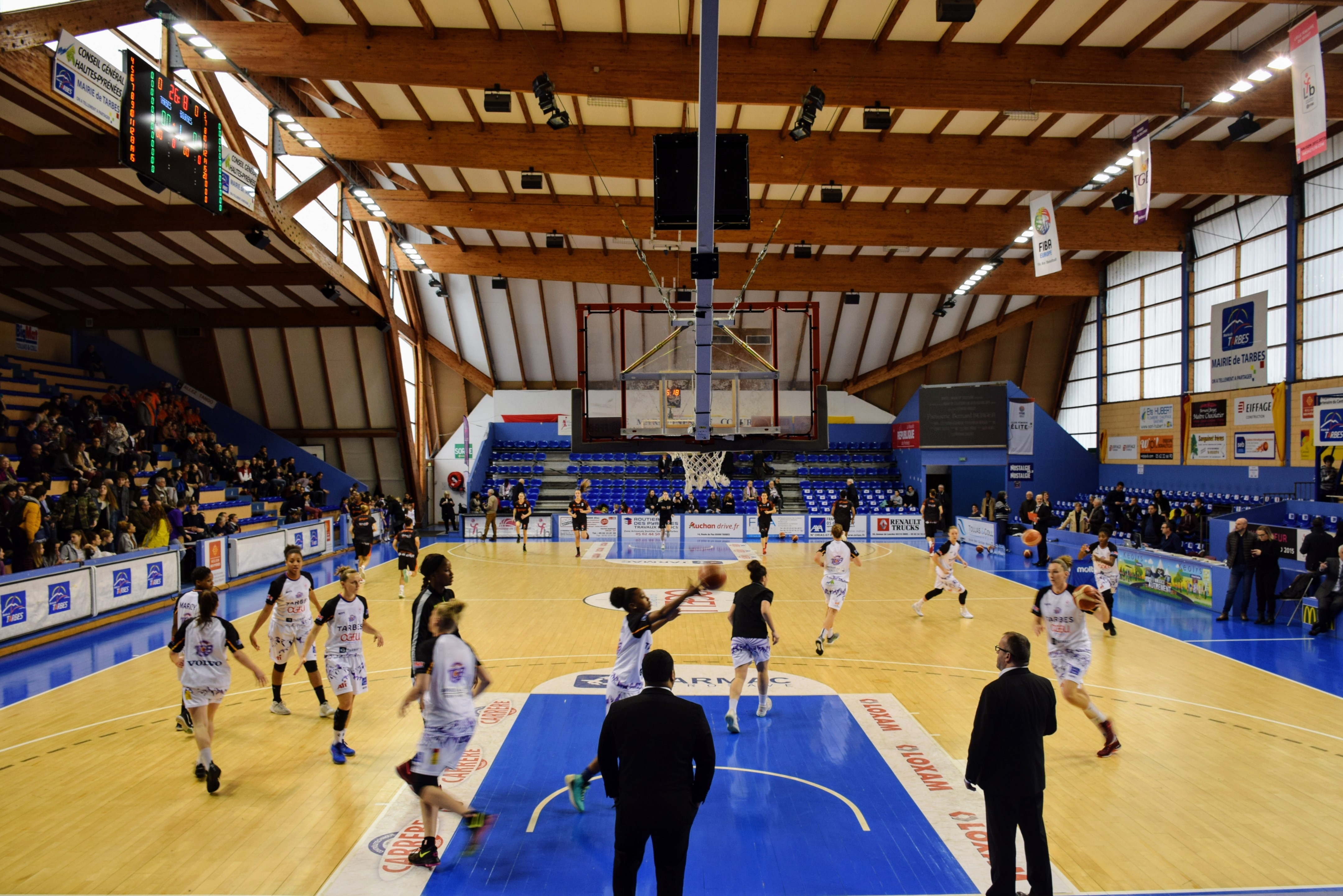
Vue intérieure lors du match entre le Tarbes GB et Bourges en février 2017.